# Stormakt

Det svenska stormaktsväldet.

En stormakt är ett land med möjlighet att påverka världshändelser och manifestera sin makt i stor skala, men inte i samma skala som en supermakt. Traditionella stormakter har stark militär, ekonomisk och politisk makt samt stor folkmängd.
Det är inte självklart vilka länder som kan betraktas som stormakter och världsutvecklingen gör också att statusen förändras över tid. Utöver USA, som  betraktas som en supermakt, kan man i 2000-talets början normalt betrakta Kina och Ryssland som stormakter. Samtliga dessa länder har permanent plats i FN:s säkerhetsråd, har kärnvapen och stora militära krafter även i övrigt samt har visst politiskt inflytande över vissa andra länder. Ett land som inte har det världsinflytande som en reell stormakt har, kan trots det bli betraktad som en regional stormakt om det har inflytande över sina grannländer. Uttrycket stormakt är dock inte begränsat till politiskt inflytelserika stater utan det finns exempelvis kulturella stormakter, vilket är stater som kraftigt influerar övriga världens kultur, och ekonomiska stormakter, vars ekonomi och valuta är av stor betydelse för omgivande länder.
Antalet stormakter var som störst under 1600- och 1700-talen, då alla länder som hade god ekonomi och militär blev kallade stormakt. De flesta stormakter skapades genom framgångar i krig men det finns även exempel på länder som förblev stormakter trots förluster i krig, som 1700-talets och 1800-talets Ottomanska riket/Osmanska riket som senare blev förminskat till dagens Turkiet. Sovjetunionen är en annan stormakt som har försvunnit, men en mindre, arealmässigt sett stormakt har uppstått ur spillrorna, nämligen dagens moderna Ryssland.
Det finns även exempel på stormakter som 1600-talets Nederländerna som var en stormakt som skapades ur en god förvaltad ekonomi.
Ett land som till ytan är världens minsta stat men som många räknar som stormakt är Vatikanstaten på grund av dess världsomspännande religiösa och politiska inflytande.

## Nuvarande stormakter
・Supermakt：USA
・Stormakt：Frankrike, Kina, Tyskland, Japan, Ryssland, Storbritannien

## Historiska stormakter före 1914
- Romerska riket
- Bysantinska riket
- Persien
- Makedonien
- Egypten
- Frankerriket
- Mongolriket
- Polen-Litauen
- Kungariket Frankrike
- Storbritannien
- Sverige
- Tysk-romerska riket
- Preussen
- Kejsardömet Tyskland
- Kejsardömet Österrike
- Österrike-Ungern
- Spanien
- Portugal
- Kejsardömet Ryssland
- Osmanska riket
- Kina
- Japan
- Italien
- Zuluriket
- Kejsardömet Brasilien